# 犬追物
犬追物（いぬおうもの）は、鎌倉時代から始まったとされる日本の弓術の作法・鍛錬法。流鏑馬、笠懸と共に騎射三物の一つ。

## 作法
競技場として40間四方の平坦な場を準備し、そこを「馬場」とする。その馬場に36騎の騎手（12騎を1組とする）、2騎の検分者（「検見」といわれる）、2騎の喚次、150匹の犬を投入し、所定の時間内に騎手が何匹犬を射たかで争う。矢が貫かないよう「犬射引目」（いぬうちひきめ）という特殊な鏑矢を使用した。ただ単に犬に矢を当てればよいというものではなく、相撲の決め手のように打ち方や命中した場所によっていくつもの技が存在した。この判定のために検見や喚次が必要となった。

## 歴史

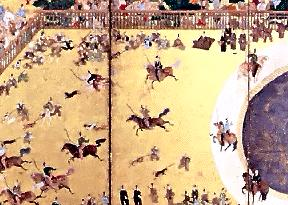
犬追物馬場

文献上では1207年（『明月記』承元元年）に最初に見られる。以後室町時代にかけて武芸の鍛錬として盛んに行われ、諏訪大社や下鴨神社・上賀茂神社などでは神事として開催され見物客で賑わった。下鴨神社のものは「洛中洛外図屏風（歴博甲本）」に、上賀茂神社のものは「賀茂競馬犬追物図屏風」に描かれている。当時は獣類を騎射により狙う競技を総称して「追物射」（おうものい）といい、牛を追う「牛追物」などもあったが、犬を追う「犬追物」だけが残った。日本各地の犬馬場・犬射馬場・乾馬場・弓馬場という地名は、そこで犬追物が行なわれていた名残である。
『太平記』に拠れば、北条氏得宗家（宗家）最後の当主北条高時が闘犬や犬追物に熱中し政治を省みなくなり、鎌倉幕府滅亡の原因となったとする逸話を記している。戦国時代に入ると、作法を保持していた有力な守護大名・守護代が次々と滅び、江戸時代まで作法を継承できたのは島津氏と小笠原氏に細川氏だけとなった。その後、薩摩藩では一時生類憐れみの令による中断を除き、世子の元服の時など慶事のおりに開催していた。また、島津光久が徳川家綱のために興行したこともある。徳川吉宗も鷹狩と共に小笠原流を復興させた。
明治維新以降は衰退したが、明治12年（1879年）と明治14年（1881年）、上野公園で島津忠義が明治天皇の前で犬追物の天覧を行った。明治12年の興行には訪日中のグラント米国前大統領も臨席した。
明治24年（1891年）5月6日、訪日中のロシア皇太子ニコライ（後のロシア皇帝ニコライ2世）を鹿児島の仙巌園に招いた島津忠義が犬追物を披露した。皇太子に随伴していたウフトムスキー公爵には不快感を持たれたが、ニコライ皇太子は楽しんでいたという。
現在、島津家関係の史料（国宝「島津家文書」など）や小笠原流に武田流（細川流）、「犬追物之図」、「犬追物図説」（伊勢貞丈著）などの資料により作法は伝わっているが、復興されていない。

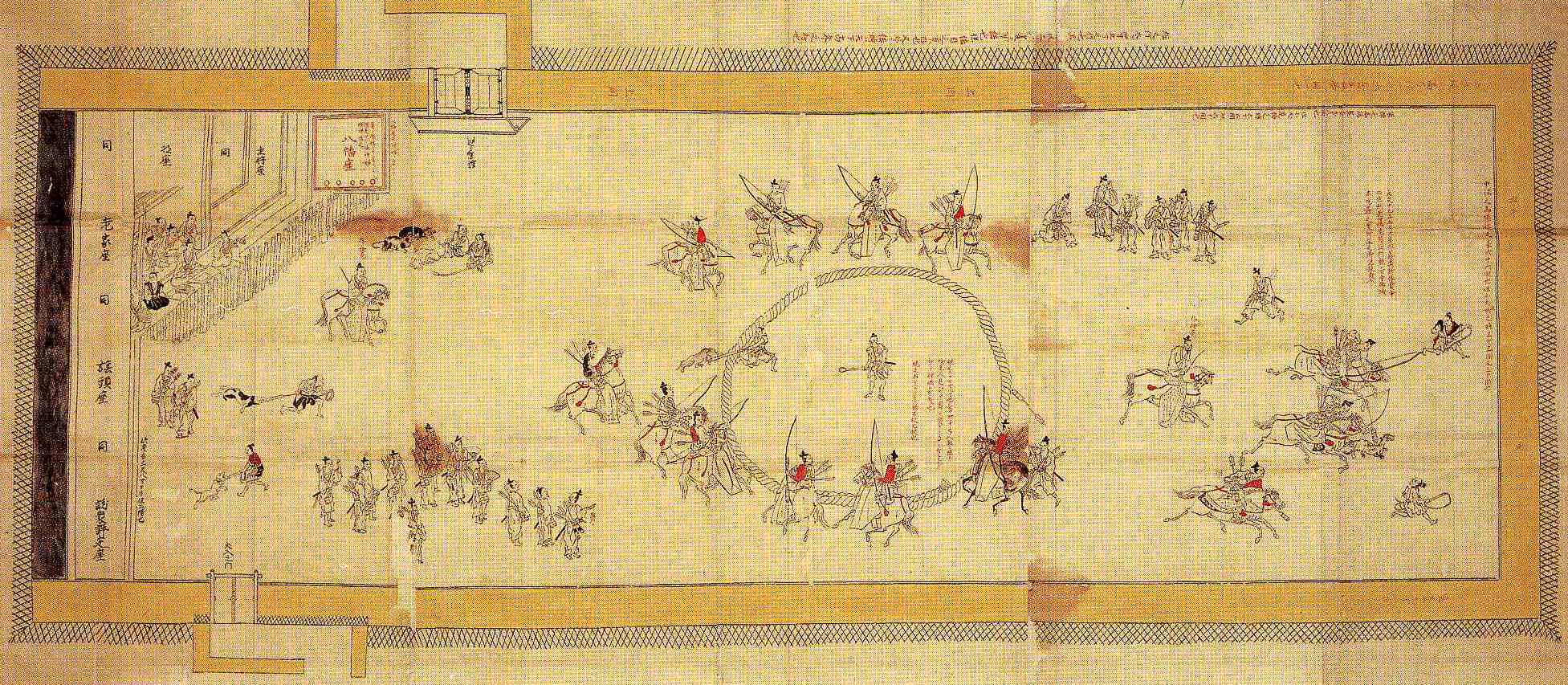
土佐光茂が観音寺城本丸の障壁画として描いた犬追物図の模写